# John Leighton Wilson
Pour les articles homonymes, voir Wilson.
John Leighton Wilson (Sumter, 25 mars 1809 — Mayesville, 13 juillet 1886) est un missionnaire protestant américain au Libéria puis au Gabon.

## Biographie
Diplômé de l'Union College (1829), il entre au Columbia Theological Seminary en 1833 et part à l'automne de la même année pour l'Afrique de l' Ouest afin de trouver pour l'American Board of Commissioners for Foreign Missions le meilleur emplacement et y fonder une première mission. Il choisit le Cap Palmas au Liberia et revient aux États-Unis en 1834 où il épouse une riche aristocrate de Savannah, Mary Elizabeth (Jane) Bayard.
Rejoignant le Cap Palmas à l’automne 1834, John Leighton Wilson et sa femme vont y fonder de 1834 à 1841, des écoles pour les Grebo. Ils établissent aussi un alphabet de leur langue, en écrivent le premier dictionnaire, en développent une grammaire et traduisent des passages de la Bible. Le couple décide aussi de libérer ses esclaves et de les incorporer à la population.
Leighton Wilson écrit de nombreux articles sur les Grebo et critique ouvertement la politique colonialiste américaine qu'il considère comme un impérialisme.
Concluant que le conflit entre les colons et les Grebo était trop perturbateur pour le travail de la mission, en 1842, Leighton Wilson, son épouse et leurs collègues fondent une mission épiscopalienne au Gabon et abandonnent celle de Cap Palmas. De nombreux convertis décident de les accompagner. Ils s'établissent alors à Baraka chez les Mpongwe.
Des écoles ont été rapidement mises en place dans différentes villes et villages autour de l'estuaire du Gabon. Un alphabet pour la langue Mpongwe est bientôt développé et Leighton Wilson écrit un dictionnaire et établit la grammaire de la langue indigène. Il traduit aussi des portions du Nouveau Testament en Mpongwe.
Lorsque les Français ont commencé à occuper l'estuaire, les Wilsons et les autres missionnaires américains ont encouragé les Mpongwe à résister contre l'impérialisme français. Un navire de la marine française bombarde alors la mission de Baraka en essayant d'intimer les missionnaires. Des navires de guerre américains arrivent dans l'estuaire et obtiennent des excuses pour le bombardement. Un grave incident international est alors évité.
En 1848, Paul Belloni Du Chaillu qui vient d'arriver au Gabon sympathise aussitôt avec le couple Wilson. Il y trouve une véritable famille et le pasteur demande aux missionnaires spiritains d'Okolo et aux presbytériens de Baraka de lui donner des cours comme s'il était son propre fils. Jane lui apprend l'anglais et l'amitié avec le couple devient si grande, que Du Chaillu finit par s’installer chez eux.
La même année, John Leighton Wilson vient présenter aux États-Unis le squelette d'un grand singe qu'il a découvert. C'est sans doute une des motivations des voyages de Du Chaillu au Gabon à partir de 1855.
Malades, les Wilson reviennent aux États-Unis en 1852. John facilite alors le départ de Du Chaillu pour les États-Unis et le recommande à un ami de New York. Leighton Wilson est alors élu secrétaire du Conseil presbytérienne des Missions étrangères situées à New York. Le couple s’installe au 23 Center Street dans une maison qu'ils ont acheté.
John Leighton Wilson publie en 1856 Western Africa chez Harper & Brothers, le même éditeur qu'il publiera Du Chaillu aux États-Unis.

## Œuvres
- A Grammar of the Mpongwe Language: with Vocabularies, 1847
- Languages of Africa -: Comparison Between the Mandingo, Grebo and Mpongwe Dialects, 1847
- The British Squadron on the Coast of Africa, 1850
- Comparative Vocabularies of Some of the Principal Negro Dialects of Africa, 1850
- A grammar of the Bakĕle language, with vocabularies, 1854
- Western Africa: Its History, Condition, and Prospects, 1856